# Cypress-släktet
Cypress-släktet (Cupressus) är ett släkte av cypressväxter. Cypresser ingår i familjen cypressväxter. Cypress-släktet anses traditionellt bestå av tolv arter i den palearktiska regionen och 16 i den nearktiska regionen. Cypress-släktet är mycket nära släkt med ensläktet (Juniperus).
Namnet Cupressus kommer av den gamla myten om Kyparissos, en av Apollons älskare, som förvandlades till en cypress.

## Systematik
Catalogue of Life listar följande arter som tillhörande cypress-släktet:
- Cupressus arizonica
- Cupressus aromatica
- Cupressus bakeri
- Cupressus cashmeriana
- Cupressus chengiana
- Cupressus duclouxiana
- Cupressus dupreziana
- Cupressus funebris
- Cupressus goveniana
- Cupressus guadalupensis
- Cupressus humilis
- Cupressus lusitanica
- Cupressus macnabiana
- Cupressus macrocarpa
- Xanthocyparis nootkatensis - nutkacypress
- Cupressus sargentii
- Cupressus sempervirens - äkta cypress
- Cupressus torulosa

På senare tid[när?] har föreslagits att de arter som förekommer i nearktiska regionen i stället skall föras till släktet Callitropsis.
Detta påverkar bland annat följande arter:
- C. abramsiana
- C. arizonica
- C. bakeri
- C. forbesii
- C. goveniana
- C. guadalupensis
- C. lusitanica
- C. macnabiana
- C. macrocarpa
- C. sargentii